# Daniel Morgan
Daniel Morgan, ameriški general in politik, ok. 1736, † 6. julij 1802. 
Daniel Morgan je bil ameriški pionir, vojak in politik iz Virginije. Bil je eden najbolj spoštovanih taktičnih poveljnikov na bojišču med ameriško revolucionarno vojno 1775–1783, pozneje pa je poveljeval četam med zatiranjem upora viskija 1791–1794.
Morgan, rojen v New Jerseyju v valižanski družini Jamesa in Eleanor Morgan, se je naselil v Winchesterju v Virginiji in sodeloval v francosko-indijanski vojni kot civilist. Postal je častnik milice Virginije in na začetku revolucionarne vojne rekrutiral četo strelcev. V zgodnjem obdobju vojne je Morgan služil v odpravi Benedicta Arnolda v Quebec in v kampanji pri Saratogi. Služil je tudi v kampanji pri Philadelphiji, preden je leta 1779 odstopil iz vojske.
Morgan se je vrnil v vojsko po bitki pri Camdenu in vodil kontinentalno vojsko do zmage v bitki pri Cowpensu  Leta 1794 so ga ponovno poklicali v službo, da bi pomagal zatreti upor viskija, in poveljeval delu vojske, ki je ostala v zahodni Pensilvaniji po uporu. Kot član federalistične stranke je Morgan dvakrat kandidiral za predstavniški dom Združenih držav Amerike in bil leta 1796 izvoljen v dom. Leta 1799 se je upokojil iz kongresa in umrl leta 1802.